# Nietykalni kontra Al Kicione
Nietykalni kontra Al Kicione (ang. The Untouchables vs Al Catone, 1998) – hiszpański film animowany zrealizowany na podstawie serialu animowanego Elliot Mysz i Nietykalni z 1997 roku.

## Fabuła
Gangsterzy z Biura Spraw Mysich – Elliot Mysz, Gordon i Wilson z pomocą Jacka, byłego gliniarza i jego opancerzonego samochodu, muszą stawić czoła bezwzględnemu Al Kicionowi, którego gang opanował handel serem, skorumpował policję i wymiar sprawiedliwości.

## Wersja polska
Udźwiękowienie: KARTUNZ

Wersja polska na podstawie tłumaczenia: Magdaleny Marcińskiej-Szczepaniak – Grzegorz Pawlak

W wersji polskiej udział wzięli:
- Magdalena Dratkiewicz
- Beata Olga Kowalska
- Magdalena Zając
- Janusz German – Skalizi
- Krzysztof Janczar – Al Kicione
- Jerzy Michalski – Niti
- Grzegorz Pawlak – Wilson
- Radosław Popłonikowski – Elliot Mysz
- Mariusz Siudziński – Reporter TV

Opracowanie muzyczne: Jerzy Michalski

Reżyseria: Grzegorz Pawlak